# Монссон, Юн-Аллан
Юн-А́ллан Мо́нссон (швед. John-Allan Månsson; 2 июля 1934 — 3 ноября 2003) — шведский кёрлингист.
В составе мужской сборной Швеции по кёрлингу участник двух чемпионатов мира (оба раза заняли четвёртое место). Трёхкратный Чемпион Швеции среди мужчин.
Играл на позициях четвёртого (но скипом команды не был) и первого.
В 1966 введён в Зал славы шведского кёрлинга (швед. Stora Curlare).

## Достижения
- Чемпионат Швеции по кёрлингу среди мужчин: золото (1961, 1963, 1964).

## Команды
| Сезон   | Четвёртый        | Третий         | Второй         | Первый           | Запасной       | Турниры           |
| ------- | ---------------- | -------------- | -------------- | ---------------- | -------------- | ----------------- |
| 1960—61 | Курт Юнсон       | Густав Ларссон | Магнус Берге   | Юн-Аллан Монссон |                | ЧШМ 1961          |
| 1962—63 | Курт Юнсон       | Густав Ларссон | Магнус Берге   | Юн-Аллан Монссон |                | ЧШМ 1963          |
| 1962—63 | Юн-Аллан Монссон | Курт Юнсон     | Густав Ларссон | Магнус Берге     | Свен А. Эклунд | ЧМ 1963 (4 место) |
| 1963—64 | Курт Юнсон       | Густав Ларссон | Магнус Берге   | Юн-Аллан Монссон |                | ЧШМ 1964          |
| 1963—64 | Юн-Аллан Монссон | Курт Юнсон     | Густав Ларссон | Магнус Берге     |                | ЧМ 1964 (4 место) |

(скипы выделены полужирным шрифтом)